# In the Key of Disney
| Recensione | Giudizio |
| ---------- | -------- |
| AllMusic   | [ 1 ]    |
| NME        | 8/10     |

In the Key of Disney è il decimo album in studio del cantante statunitense Brian Wilson, pubblicato nel 2011. Si tratta di una raccolta di brani tratti dai film Disney.

## Tracce
1. You've Got a Friend in Me – 2:40
2. The Bare Necessities – 3:12
3. Baby Mine – 3:28
4. Kiss the Girl – 3:53
5. Colors of the Wind – 3:59
6. Can You Feel the Love Tonight – 3:39
7. We Belong Together – 3:56
8. I Just Can't Wait to Be King – 3:37
9. Stay Awake – 2:48
10. Heigh-Ho / Whistle While You Work / Yo Ho (A Pirate's Life for Me) – 3:27
11. When You Wish Upon a Star – 2:45